# Veniliornis maculifrons
Veniliornis maculifrons е вид птица от семейство Picidae.

## Разпространение
Видът е разпространен в Бразилия.